# Patrik Hersley
Patrik Hersley (* 23. Juni 1986 in Malmö) ist ein schwedischer Eishockeyspieler, der zuletzt bei den Krefeld Pinguinen aus der Deutschen Eishockey Liga (DEL) unter Vertrag stand und dort auf der Position des Verteidigers spielte. 

## Karriere

### Schweden (2001–2007)
Hersley durchlief zu Beginn seiner Karriere ab 2001 die Nachwuchsabteilung der Malmö Redhawks, bevor er in der Saison 2004/05 sein Debüt für die Profimannschaft in der Elitserien und mit dem Team am Ende der Spielzeit in die HockeyAllsvenskan abstieg. Im folgenden Jahr bestritt er insgesamt 34 Partien in der zweithöchsten Spielklasse Schwedens und half seiner Mannschaft mit 13 Scorerpunkten beim Wiederaufstieg in die Elitserien. 

### Nordamerika (2007–2009)
Nachdem der Defensivspieler beim NHL Entry Draft 2005 von den Los Angeles Kings aus der National Hockey League ausgewählt worden war, unterschrieb er im Sommer 2007 einen Einstiegsvertrag bei den Kings und wechselte daraufhin nach Nordamerika. Dort wurde er zur Saison 2007/08 in den Kader des Farmteams Manchester Monarchs aus der American Hockey League versetzt und bestritt im Laufe der Spielzeit sogar 20 Spiele für die Reading Royals in der unterklassigen East Coast Hockey League. Im Sommer 2008 wurde der Schwede im Austausch gegen Denis Gauthier und einen Draft Pick zu den Philadelphia Flyers transferiert., bevor er bereits im September 2008 im Rahmen eines weiteren Tauschgeschäftes zu den Nashville Predators wechselte. Auch dort konnte er sich nicht für den NHL-Kader empfehlen und verbrachte die Saison 2008/09 erneut in der AHL sowie ECHL. 

### Rückkehr nach Europa (seit 2009)
Im Juni 2009 kehrte Hersley zu den Malmö Redhawks nach Schweden zurück und war dort in der Saison 2009/10 mit 16 Treffern der torgefährlichste Verteidiger in der HockeyAllsvenskan. Im April 2011 wechselte der Rechtsschütze zum Erstligisten MODO Hockey, blieb dort jedoch in den ersten elf Spielen ohne Scorerpunkte und wurde daraufhin zunächst zu IF Sundsvall Hockey ausgeliehen, bevor er im November 2011 einen festen Vertrag bei Leksands IF aus der HockeyAllsvenskan erhielt. In der folgenden Saison hatte er mit 30 Scorerpunkten aus 52 Hauptrundenspielen sowie drei Toren und drei Torvorlagen in zehn Relegationspartien einen maßgeblichen Anteil am Aufstieg seiner Mannschaft in die Svenska Hockeyligan. 
In der Spielzeit 2013/14 spielte Hersley die bisher punktbeste Saison seiner bisherigen Profikarriere und stellte mit 24 Treffern einen neuen Rekord für die meisten Tore eines Verteidigers innerhalb einer Saison auf. Infolgedessen wurde er mit der Salming Trophy als bester Defensivspieler der Liga ausgezeichnet und wurde im Juni 2014 vom russischen Klub HK Sibir Nowosibirsk aus der Kontinentalen Hockey Liga verpflichtet. Dort konnte in der anschließenden Spielzeit mit 16 Toren und 17 Vorlagen an die Offensivleistungen aus dem Vorjahr anknüpfen und war mit neun Scorerpunkten aus 12 Partien der punktbeste Verteidiger in den Play-offs. Im Sommer 2015 wechselte Hersley innerhalb der Liga zu Lokomotive Jaroslawl und absolvierte 68 KHL-Partien für Lokomotive. Im Oktober 2016 wurde er aus seinem laufenden Vertrag entlassen und wechselte wenige Tage später zum SKA Sankt Petersburg. Mit dem SKA gewann er 2017 den Gagarin-Pokal und damit auch die russische Meisterschaft. Darüber hinaus wurde er 2018 und 2019 erneut zum KHL All-Star Game eingeladen, mehrfach als KHL-Verteidiger der Woche und einmal (September 2017) als KHL-Verteidiger des Monats ausgezeichnet.
Im Juni 2019 lief sein Vertrag beim SKA aus und Hersley wechselte zum HK Spartak Moskau. Nach einem Jahr dort kehrte der Schwede für ein Jahr zu den Malmö Redhawks zurück. Anschließend wechselte er im Juni 2021 zu den Krefeld Pinguinen aus der Deutschen Eishockey Liga (DEL).

## Erfolge und Auszeichnungen
| - 2013 Aufstieg in die Svenska Hockeyligan mit Leksands IF - 2014 Salming Trophy - 2015 Teilnahme am KHL All-Star Game - 2017 Gagarin-Pokal-Gewinn und Russischer Meister mit dem SKA Sankt Petersburg | - 2017 KHL-Verteidiger des Monats September - 2018 Teilnahme am KHL All-Star Game - 2019 Teilnahme am KHL All-Star Game |